# Radhi Jaïdi
Radhi Ben Abdelmajid Jaïdi, född 30 augusti 1975 i Tunis, är en tunisisk före detta fotbollsspelare (försvarare). Under karriären representerade han bland annat Bolton Wanderers, Birmingham City och Southampton. Jaïdi debuterade i det tunisiska landslaget 1996 och gjorde över 100 landskamper.